# Adam Królikiewicz
Adam Łukasz Królikiewicz (Leopoli, 9 dicembre 1894 – Konstancin-Jeziorna, 4 maggio 1966) è stato un militare e cavaliere polacco, già distintosi come ufficiale nel corso della prima guerra mondiale, e poi nella guerra sovietico-polacca, in ambito dell'equitazione fu vincitore di quattro Coppe delle Nazioni a squadre (1925, 1926, 1927 e 1928), e della medaglia di bronzo nella gara individuale ai Giochi della VIII Olimpiade di Parigi. Insignito della Croce d'argento dell'Ordine Virtuti militari.

## Biografia
Nacque a Leopoli il 9 dicembre 1894, figlio di Karol (1855–1907) e Julia Bronarski (1863–1911).
Conseguì il diploma di maturità presso una scuola locale (1913) e iniziò gli studi presso la Facoltà di ingegneria elettrica della Scuola Tecnica Superiore di Mittweida, in Sassonia (Germania).
Dopo lo scoppio della prima guerra mondiale tornò subito a Leopoli, e dal 3 agosto 1914 prestò servizio nella 1ª Brigata delle Legioni polacche, prima nell'unità dei fucilieri e poi nell'unità dei cavalleria Sokołów di Marceli Jastrzębiec-Śniadowski. L'unità di cavalleria era scarsamente equipaggiata e i soldati dovevano procurarsi i cavalli "dal nemico". Rimase ferito il 3 dicembre 1914, tanto da venire ricoverato presso l'ospedale militare di Vienna.
Il 23 giugno 1915 combatté a Kunice, vicino a Sandomierz, dove montò per la prima volta un cavallo già appartenente ai cosacchi, e fu successivamente insignito della Croce d'Argento dell'Ordine Virtuti militari. Durante i combattimenti divenne un "beliniak", un soldato del famoso 1° Reggimento ulani delle legioni polacche sotto il comando di Władysław Belina-Prażmowski. I migliori cavalieri della legione erano inclusi nell'unità, considerata di élite.  Dal 5 febbraio al 31 marzo 1917 frequentò il corso per ufficiali di cavalleria presso il 1° Reggimento ulani a Ostrołęka. Ha completato il corso con un risultato soddisfacente. A quel tempo ricopriva il grado di caporale.
Il 10 dicembre 1918 transitò in servizio nell'esercito polacco, continuando la sua formazione presso la Scuola di equitazione per ufficiali a Stara Wieś vicino a Varsavia (1919-1920).. Al termine del corso venne organizzata una gara di equitazione, e con sorpresa di tutti egli conquistò il quarto posto. Nel 1920 prese parte ai preparativi della squadra polacca per i Giochi Olimpici di Anversa, ma tale viaggio non ebbe mai luogo a causa dello scoppio della guerra polacco-sovietica. Fu promosso sottotenente nel 1919, tenente nel 1920, capitano nel 1924 e maggiore nel 1933, collegando il servizio militare al miglioramento delle sue capacità negli sport equestri e alla ricerca di metodi nuovi e più perfetti per addestrare cavalli e ufficiali in servizio attivo.

### La carriera sportiva
Negli anni 1920-1926 partecipò a 94 gare equestri, nelle quali vinse 81 medaglie e ottenne 24 primi posti in competizioni internazionali. Vinse non solo sulle piste italiane, dove fu più famoso (Nizza, Roma, Milano, Napoli), ma anche a New York (1926), Lucerna (1924), Londra e Aldershot (1925), e anche a Riga, Tallinn, Bruxelles, Budapest, Bucarest, Berlino.
Nel 1924 vinse la medaglia di bronzo nel salto a ostacoli ai Giochi della VIII Olimpiade di Parigi, prima medaglia olimpica polacca in una competizione individuale. Ha poi gareggiato sul suo cavallo Picador vincendo il primo concorso di Piazza di Siena. Alla competizione di Milano del 1926 stabilì l'altezza record di salto di 2,1 m. Fu tra i vincitori della prima edizione del premio Przegląd Sportowy nel 1926. nel 1927 pubblicò il libro On Nicei to Nowego Youku 1923-1926 (Lector, Polonia).
Vinse la Coppa delle Nazioni a squadre insieme a S. Starnawski e K. Szosland a Varsavia (1927), ottenne il titolo di campione polacco di completo (1932) e la medaglia di bronzo del campionato polacco di salto a ostacoli (1931). Ha gareggiato nella Coppa delle Nazioni 18 volte (1923-1933), vincendone 4 (1925, 1926 New York, 1927 Varsavia, 1928 Nizza,). Oltre a Picador, il suo cavallo preferito, montò anche Jaśiek (un cavallo di origine ungherese abbandonato dalla cavalleria austro-ungarica, prelevato da una stalla in una tenuta vicino a Włodawa, dove era di stanza la sua unità). Il suo cavallo  Jaśiek, che morì nel 1933, subì un grave infortunio e fu curato dal colonnello veterinario Józef Kulczycki.
Dal 1932 prestò servizio nel 1º Reggimento di cavalleria "Józef Piłsudski". Soggiornò negli allora famosi maneggi in Italia (Pinerolo e Tor di Quinto) e Francia (1933-1934) e lavorò con successo all'adozione della scuola naturale sviluppata dall'italiano Federico Caprilli in Polonia. Alla fine fu creato un originale sistema di addestramento equestre polacco, che lui presentò nell'opera Jeździec i koń w terenie i w skoku. Metody przygotowania i zaprawy (Varsavia 1936, 1958). Riuscì a metterlo in pratica prestando servizio come comandante della Scuola di equitazione e capo istruttore di equitazione presso il CWK di Grudziądz (1934-1939).
Nel 1939 combatté nella Campagna di settembre contro le forze tedesche e sovietiche. Catturato dai sovietici il 19 settembre riuscì a fuggire due giorni dopo raggiungendo Leopoli. Nel mese di dicembre raggiunse Cracovia con la sua famiglia. Nel luglio 1940 fu arrestato dalla Gestapo, ma fu rilasciato dopo l'intervento di Adam Ronikier della RGO, e nel 1942 iniziò a lavorare nel Powszechny Zakład Ubezpieczeń. Dopo la guerra lavorò si stabilì a Cracovia lavorando come allenatore e istruttore di equitazione.  Nel 1950 ricevette una pensione speciale. Ha pubblicato, tra gli altri, il libro di ricordi Jasiek, Picador i ja (Cracovia 1958). Ha preso parte a produzioni cinematografiche lavorando come consulente ed attore. È stato consulente di equitazione nel film Podhale w ogniu del 1955, diretto da Jan Batory e Henryk Hechtkopf, e come attore è apparso nel film Rancho Texas del 1958, diretto da Wadim Berestowski.
Nel 1965 rimase gravemente ferito dopo essere caduto da cavallo sul set del film di Andrzej Wajda intitolato Ceneri sulla grande armata, come ricorda Daniel Olbrychski nella sua autobiografia Anioły wokół głowy. Dopo una lunga malattia morì a Konstancin-Jeziorna, vicino a Varsavia, il 4 maggio 1966.
Fu sepolto nella tomba di famiglia nel cimitero Salwatorski di Cracovia (settore SC11-A-4). Dietro la sua bara, secondo l'usanza equestre, fu condotto un cavallo sellato.

## Palmarès

### Olimpiadi
- Bronzo a Parigi 1924 nel salto ostacoli individuale.

### Annotazioni
1. ↑  Veniva da un'antica famiglia borghese di Wojnicz vicino a Tarnów. I suoi fratelli erano: Marian (1880–1939), Kazimierz (1884–1976), architetto, Tadeusz (1887–1970), Mieczysław (1889–1986), Stanisław (1891–1978) ufficiale di artiglieria, Wacław (1900–1983), ingegnere, ufficiale e Oktawian (1903-1941), ucciso dai tedeschi.
2. ↑  Diplomatosi alla scuola ufficiali di Stara Wieś, ricevette solide basi di equitazione e dressage dal capitano Bzowski e conoscenze generali degli sport equestri dal maggiore Karol Rómmel.
3. ↑  Daniel Olbrychski, che interpretava il ruolo di Rafał Olbromski, disse: "Cavalcava come se sentisse che fosse il suo ultimo galoppo!. Il cavaliere, oramai settantenne cadde con il suo cavallo e si ruppe la spina dorsale. Non riacquistò mai l'uso delle gambe.

### Fonti
1. 1 2 3 4 5 6 7 8 9 10 11 12 13 14 15 16 17 18 19 20 21 22 23 24  Olimpijski.
2. 1 2 3 4 5 6 7 8 9 10  Polskieradio.
3. 1 2 3 4 5 6 7 8  Zolnierze.
4. 1 2  Stajniatrot.
5. ↑  Wojskowe Biuro Historyczne.
6. 1 2 3 4  Cavallo Magazine.
7. ↑  Warszawa.
8. ↑  Rybka, Stepan 2006, pp. 462-464.
9. ↑  Krzyś 2007, pp. 125-129.
10. 1 2 3 4 5 6 7  Łoza 1938, p. 384.
11. ↑  Dz. Pers. MSWojsk., Nr 3 z 11 stycznia 1923, p. 32.